# Skrill
Skrill (voorheen Moneybookers) is een van oorsprong Britse internetdienst die een methode biedt om veilig en direct geld over te maken met behulp van een e-mailadres. 
Skrill is niet helemaal vergelijkbaar met andere gangbare overboekingssystemen want men kan er ook ad hoc gebruik van maken, zonder eerst een Skrill-account aan te maken. Ingelogd zijn op bijvoorbeeld een website is voldoende. 

Een Skrill-account kan worden opgeladen met een kredietkaart of via een reguliere bankoverschrijving. Wie een betaling moet doen of geld moet ontvangen kan dit via zijn account en die van een contactpersoon doen. Nadien kan het geld eenvoudig worden teruggevorderd.
Betalingen met iDeal zijn ook mogelijk geworden. 
Skrill staat niet toe om geld over te maken aan een klokkenluidersorganisatie als WikiLeaks.